# Andrea Pangrazio
Andrea Pangrazio, italijanski nadškof, * 1. september 1909, Budimpešta, † 2. junij 2005.

## Življenjepis
3. julija 1932 je prejel duhovniško posvečenje.
26. avgusta 1953 je postal sopomočnik škofa Verone in naslovni škof Caesaree (Tesalija).
4. aprila 1962 je postal nadškof Gorice in Gradiške. 2. februarja 1967 je prejel nadškofovski naziv Porta e Santa Rufina; iz tega položaja se je upokojil 7. decembra 1984.